# 캅테인 b

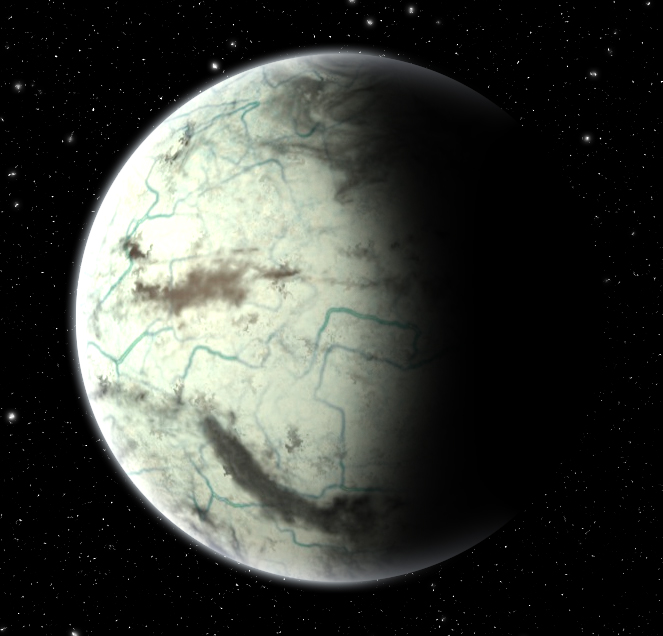

캅테인 b(Kapteyn b)는 지구에서 13광년 떨어진 적색왜성 캅테인의 별 주위를 공전하는 외계행성이다.
골디락스 존에 있기 때문에 생명이 살수 있다.